# Yllenus arenarius
Yllenus arenarius es una especie de araña saltarina del género Yllenus, familia Salticidae. Fue descrita científicamente por Simon en 1868.
Habita en Europa central y del este.